# Gladde kogelzwam
De gladde kogelzwam (Hypoxylon fuscum) is een zakjeszwam die behoort tot de familie Xylariaceae. Hij komt voor op juist afgestorven takken van els (Alnus) en Corylus. Buiten Nederland is hij ook waargenomen op ander loofhout.

## Kenmerken

### Uiterlijke kenmerken
Het vruchtlichaam is kussenvormig, glad, roodbruine, heeft onopvallende papillen en een diameter van 4 tot 6 mm. Het stroma is hard. De binnenkant (endostoma) is donker paarsachtig zwart tot zwart getint.

### Microscopische kenmerken
Op de vruchtlichamen (Stromata) worden paarsachtige sporenzakjes met ascosporen in perithecia gevormd. De asci zijn 8-sporig, 105-107 µm lang en 7-10 (-13) µm breed. Het gedeelte waar sporen worden geproduceerd is 65–108 µm lang. Ascosporen liggen in asci in één rij (zelden in twee rijen). De ascosporen zijn boonvormig, bruin tot donkerbruin en meten 11-16 × 5-8 µm groot. Hyfen 35-90 µm lang, vrij dikwandig, apicaal schijfvormig aanhangsel 0,8-1,5 µm hoog en 2,8-3,5 µm in diameter, blauw kleurend in jodium.

## Verspreiding
In Nederland komt hij vrij algemeen voor. Hij staat niet op rode lijst en is niet bedreigd.

## Vergelijkbare soorten
Macroscopisch en microscopisch vergelijkbaar is Hypoxylon porphyreum. Deze soort is boreaal verspreid, beperkt tot eiken (Quercus) en bovendien zijn de sporen van deze soort slechts 4 tot 5 micrometer breed.

## Afbeeldingen

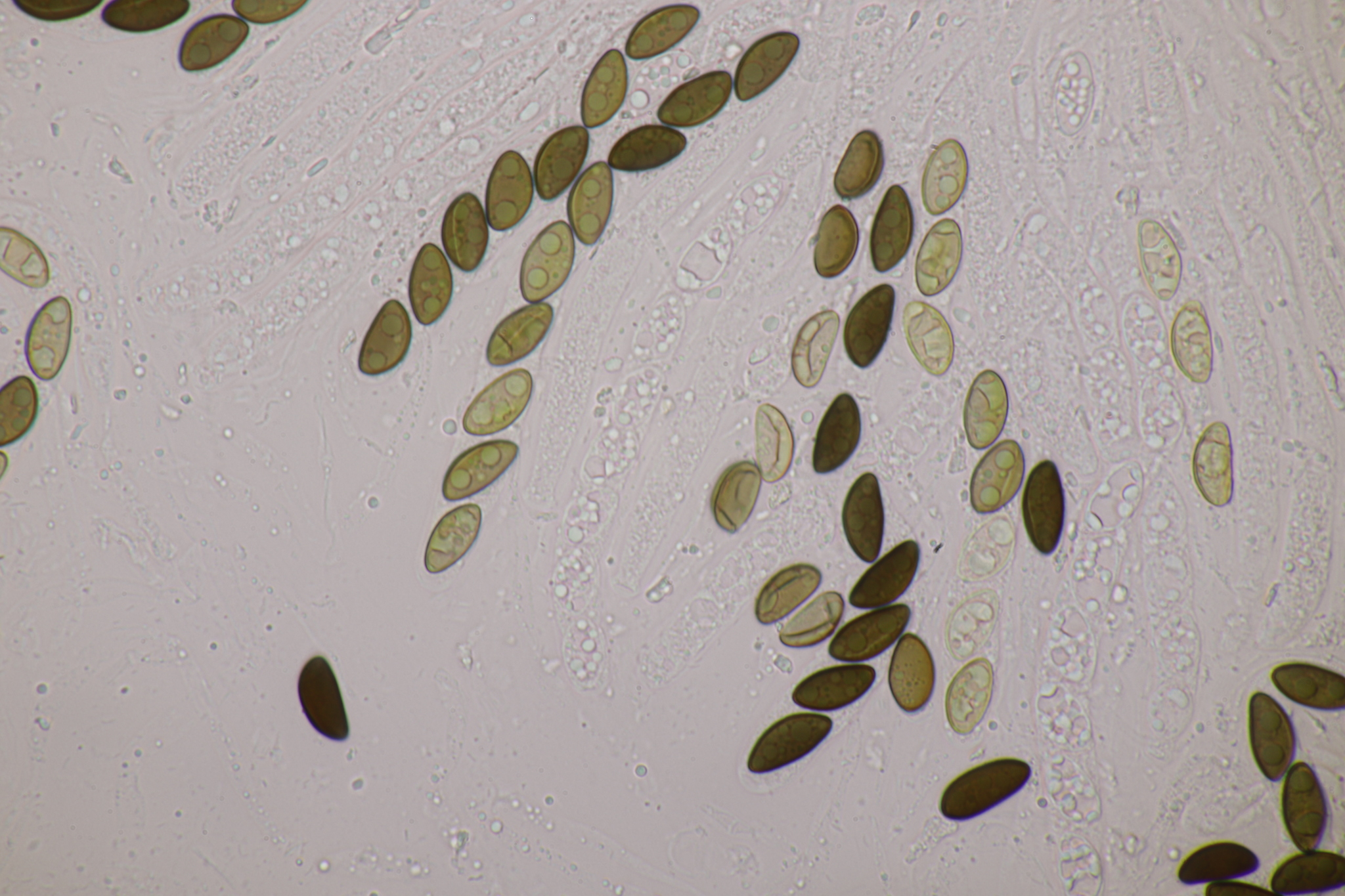
Sporenzakjes met ascosporen
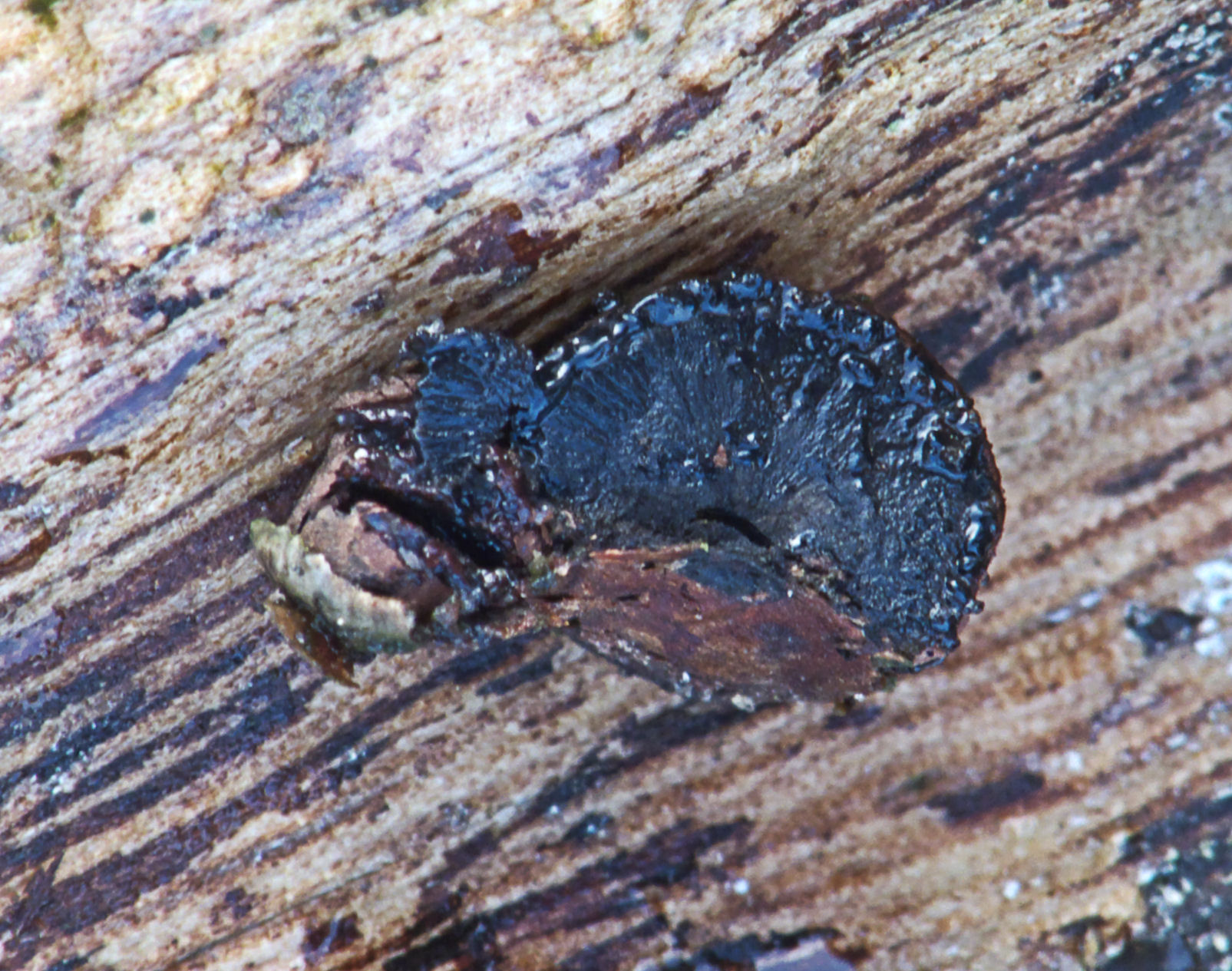
Dwarsdoorsnede vruchtlichaam
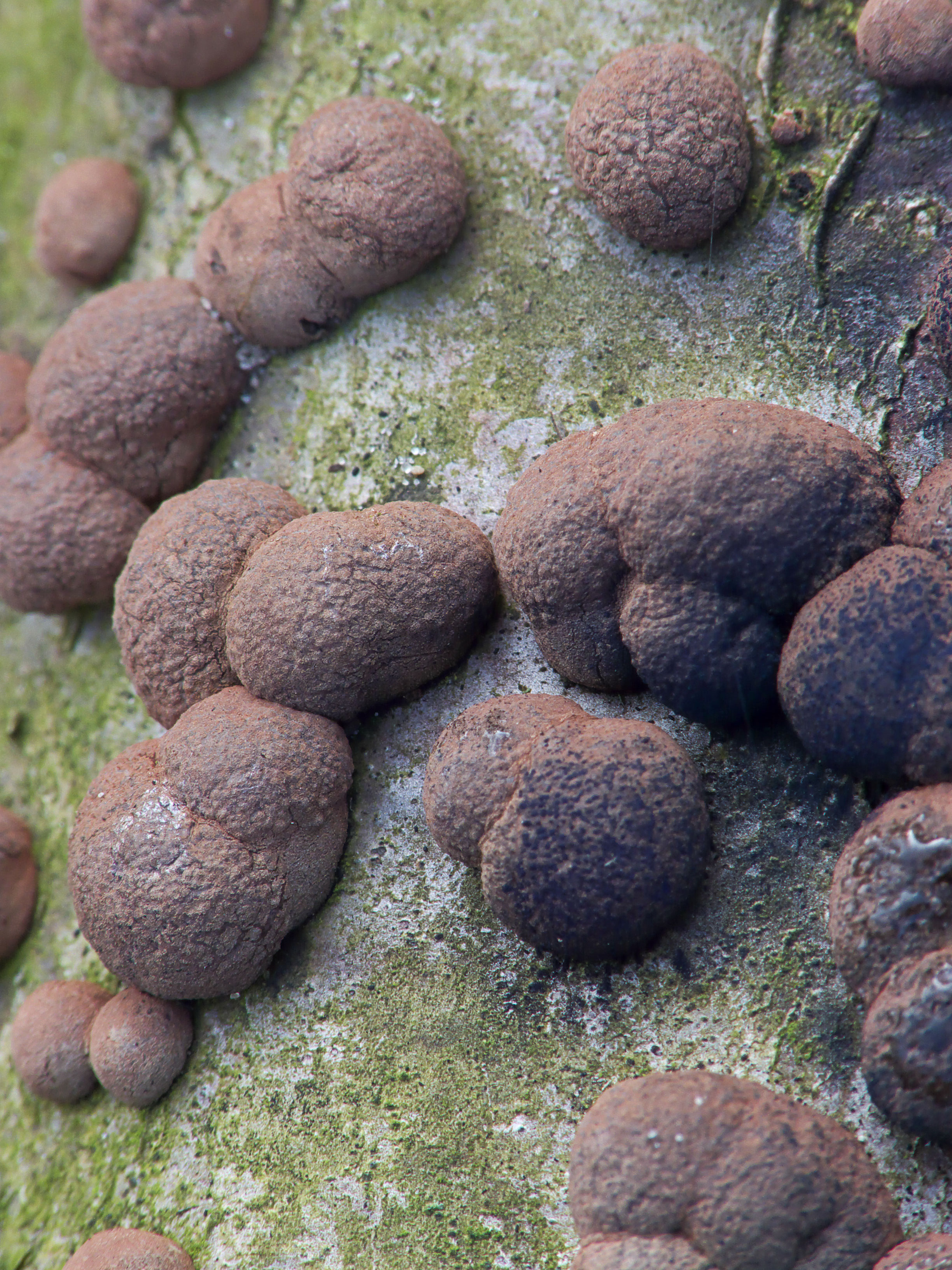
Gladde kogelzwam